# Buechel, Kentucky
Buechel, Kentucky (енгл. Buechel) град је у америчкој савезној држави Кентаки.

## Демографија
По попису из 2000. године број становника је 7.272.
| Група             | 2000.         | 2010.    |
| Белци             | 5.455 (75,0%) | 0 (0,0%) |
| Афроамериканци    | 1.299 (17,9%) | 0 (0,0%) |
| Азијати           | 103 (1,4%)    | 0 (0,0%) |
| Хиспаноамериканци | 296 (4,1%)    | 0 (0,0%) |
| Укупно            | 7.272         | 0        |